# Gong (band)
Gong is een van oorsprong Engels-Franse, en later Europees-Australische, band, opgericht eind jaren zestig van de 20e eeuw. De bezetting is gedurende het bestaan van de band voortdurend gewijzigd. Gong is genoemd naar de gong, het lievelingsmuziekinstrument van oprichter Daevid Allen.
De muziekstijl verschoof in de loop van de jaren van psychedelische rock, spacerock, Canterbury naar jazzrock en weer terug. De muziek van Gong viel met name op door haar kakofonische karakter, een volstrekt onnavolgbare collage van eenvoudige melodietjes, met ingewikkelde jazzritmes. De keyboards moesten een ruimtesfeer scheppen waarin de psychedelische muziek met haar karikaturale teksten een plek kreeg. Essentieel voor de muziek van Gong was het ontstaan: de muziek moest “groeien”, in het samenwerken van de groep. Er waren geen van tevoren samengesteld composities, maar ieder droeg zijn deel bij. De Gong mythologie zoals deze neergezet is met de Radio Gnome trilogie bleef ook terugkomen in het solowerk van Allen, en in het werk van bands waarin hij speelde zoals Euterpe en Planet Gong.

## Begin
Als algemeen begin van de band wordt beschouwd het tijdstip waarop Daevid Allen Soft Machine moet verlaten. Soft Machine bestaat dan uit Daevid Allen, Kevin Ayers en Robert Wyatt. Allen mag na een tournee in Frankrijk, Engeland niet meer in. Hij vestigt zich in Parijs en probeert met musiceren geld te verdienen. Daardoor komt hij in aanraking met zielsverwanten die in Frankrijk verblijven of wonen. Als eersten dienen zich aan: Gilli Smyth (dichteres en hoogleraar aan de Sorbonne), Didier Malherbe (sax), Ziska Baun en Loren Standlee (fluit). Ze treden op in Le Vieille Grille in Parijs. Ze begeleiden soms ook, b.v. Don Cherry en Yoko Ono.
Nadat hij zich heeft gemengd in de studentenopstand van 1968 in Parijs ziet de politie in Allen een opruier en iemand met te revolutionaire ideeën. Allen en Smyth zijn vastgelegd tijdens demonstraties en worden beschuldigd van "culturele agitatie". Allen en Smyth vluchten daarop naar Majorca, Spanje . Allen, Smyth en Malherbe blijven echter optreden en worden ontdekt door Jerome Laperrousaz. Hij heeft muziek nodig voor zijn documentairefilm Continental Circus en geeft deze combinatie een inkomen om de muziek op te nemen. Ook Jean Karokos (baas van het obscure BYG-label) stopt geld in de band. Gong is nu een feit. De start is een 9-mans band met Allen, Smyth, Malherbe, Tasmin Smyth, Rachid Houari, Earl Freeman, Burton Green, Barre Phillips en Christian Tritsch. Musici komen en gaan. Naast Gong is Allen nog bezig met een solocarrière; hij neemt Banana Moon op.
Albums
- Continental Circus

## Gong I
De eerste wat stabiele bezetting dient zich aan als het album Camembert Electrique wordt opgenomen. Allen, Smyth, Malherbe, Tritsch en Pip Pyle (later Laurie Allen) nemen het album op in een tijd dat Kevin Ayers soms ook deel uitmaakt van de band. In 1972 stapt Allen plotseling uit de band; hij wil serieuzere muziek maken en de groep valt uiteen. De leden gaan ieder hun weg.
Albums
- Magick Brother, Mystic Sister;
- Camembert Electrique; deze krijgt de prijs van een single (49 pence) om de verkoop te stimuleren; het helpt niet echt;
- Camembert Eclectique.

## Gong II

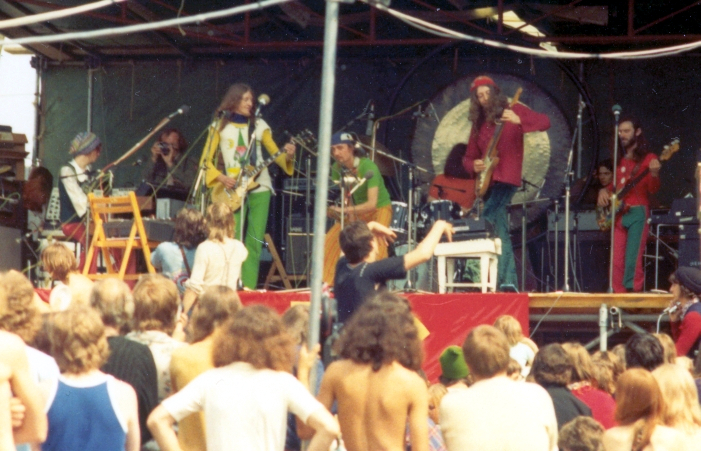
Gong, Hyde Park, London, 1974

Allen kan het toch niet laten als het net opgerichte platenlabel Virgin hem benadert om Gong weer op te starten. Als gitarist komt Steve Hillage de groep versterken. Gong staat dan nog onder contract bij Byg Records, maar de platenfirma en zijn directeur zijn nergens te vinden. Uiteindelijk zet Virgin door en ontstaat een band met Allen, Smyth, Hillage, Tim Blake (toetsen), Francis Moze (basgitaar). Door het toetreden van Hillage komt er meer structuur in de muziek. De totale anarchie van Allen en Smyth verdwijnt wat naar de achtergrond. Maar ook gedurende deze tijd is het een komen en gaan van musici. Tim Blake zit dan weer wel, dan weer niet in de band. Na verloop van tijd stapt Moze uit de band en stapt Mike Howlett in. Er komt opnieuw een breuk; Allen en Smyth stappen op.
In deze tijd komt men met Planet Gong, een ideale wereld. De musici krijgen artiestennamen. In de drie komende albums werd de Gong mythologie uitgewerkt, een absurde serie verhalen rond de held Zero the Hero, een "pot-head Pixie", een vertegenwoordiger van een buitenaardse beschaving die in theekopjes vloog.
Albums
- Flying Teapot; Radio Gnome I

## Paragong
Zonder Allen en Smyth toert een versie door Europa, die zich Paragong noemt. Musici zijn Blake, Hillage, Howlett, Malherbe en Pierre Moerlen. Ze spelen allerlei muziek, waaronder muziek van Kevin Ayers. Hillage en Moerlen profileren zich steeds meer als leiders van de band. Miquette Giraudy, de vriendin van Hillage treedt ook toe tot de band.
Albums
- Paragong Live 1973

## Gong III
Allen en Smyth verzoenen zich weer met de andere leden en in die combinatie komen twee albums uit. Verschillen van mening over alles en nog wat blijven. Allen probeert de drugs totaal af te zweren, terwijl andere (jongere) leden er stevig op los experimenteren. Tijdens een optreden in Cheltenham wordt Allen van het podium geweerd en hij vindt het dan genoeg. Juist dan pikt de Franse Omroep de muziek op van Continental Circus en wordt de groep populair.
Albums
- Angel’s Egg;Radio Gnome II;
- You; Radio Gnome III
- Gong Live Etc;
- Pre-Modernist Wireless
- Live au Bataclan 73
- Live at Sheffield 74

Tot nu toe bestaat de muziek voornamelijk uit psychedelische muziek met een vleugje spacerock.
Laurie Allen wordt opgepakt wegens drugsbezit en Pierre Moerlen komt in de band; Hij stapt weer op en wordt tijdelijk vervangen door Bill Bruford; echter na korte tijd komt Moerlen weer terug.

## Gong IV
Nu (1975) de band totaal op zijn gat ligt, treden Moerlen en Hillage naar voren als degenen die de band willen voortzetten en leiden. Als begin van deze serie kan gezien worden een tournee eind 1975 in Engeland, met in het voorprogramma ook zo’n onduidelijke band: Clearlight. Men begint in 1976 met de opnamen van Shamal, maar speelt vooraf tijdens die tournee de nummers alvast door. Tijdens de tournee worden ook nummers gespeeld van de eerste soloplaat van Hillage: Fish Rising. Als producer voor Shamal wordt Nick Mason van Pink Floyd aangetrokken; die heeft dan net contact binnen de jazzrockwereld, onder anderen met Carla Bley.
De muziek gaat nu richting jazzrock en Canterbury. Hillage verlaat de groep als Shamal zijn definitieve vorm krijgt. Zijn vervanger wordt Allan Holdsworth. Moerlen krijgt het nu helemaal voor het zeggen. Deze versie van Gong kan gezien worden als een voorloper van Pierre Moerlen's Gong.
Albums
- Live in Sherwood Forest 1975
- Shamal;
- Gazeuse! (Expresso in de Verenigde Staten);
- Expresso II

Na Expresso II vindt de naamswijziging naar Pierre Moerlen’s Gong plaats.

## Reünie
In 1977 vindt een reünieconcert plaats, waarvan opnamen verschijnen.
Album
- Gong Est Mort, Vive Gong!

## Gong na de jaren zeventig
Smyth vormde haar eigen band: Mother Gong, de naam wordt afgeleid van de elpee Mother die Smyth gemaakt had. Smyth en Allen hadden hun relatie verbroken, maar in de muziek werd nog wel samengewerkt, Allen heeft geholpen met de opzet van het album. Men maakt muziek met ex-leden van Hawkwind, Harry Williamson en Dave Anderson.
Allen zelf gaat op de solotoer en vormt later Planet Gong, waarmee hij aansloot bij de nieuwe golf in de muziek, de new wave. Wanneer Allen in 1978 naar New York vertrekt, houdt Planet Gong op te bestaan, in New York wordt nog wel een nieuwe telg geboren, New York Gong. Begin jaren 80 trekt Allen zich voor een tijdje terug in zijn vaderland, pas in 1988 komt hij weer naar Europa. Met Malherbe zet hij Gong Maison op, een nieuwe telg waarin de invloeden van de house muziek herkenbaar zijn.
In 1992 zetten Allen en Malherbe Gong opnieuw op, in eerste instantie onder de naam Gong Maison. Na het toetreden van de drummer van het eerste uur, Pip Pyle, werd de groep omgedoopt en kreeg de originele naam terug: Gong. In deze formatie werd een album uitgebracht met als titel Shapeshifter. Het album kreeg vervolgens de ondertitel Radio Gnome deel 4. In 2000 volgde dan een 5e deel: Zero to Infinity, met in de line-up weer Smyth en basgitarist Mike Howlett.
Albums
- Gong Maison
- Live On Tv 1990 (Gong)
- Shapeshifter (2 versies)
- The Birthday Party
- You (remixed)
- Family Jewels;
- Zero to Infinity; Ragio Gnome IV
- Live to Infinity; Radio Gnome V
- Acid Motherhood

## Verzamelalbums
- The History and Mystery of Gong;
- The world of Daevid Allen and Gong

## Discografie naar releasedatum
| jaar | titel                                             |
| ---- | ------------------------------------------------- |
| 1970 | Magick Brother, Mystic Sister                     |
| 1971 | Camembert Electrique                              |
| 1972 | Continental Circus                                |
| 1973 | Flying Teapot (Radio Gnome trilogy, part 1)       |
| 1973 | Angel's Egg (Radio Gnome trilogy, part 2)         |
| 1974 | You (Radio Gnome trilogy, part 3)                 |
| 1976 | Shamal                                            |
| 1977 | Gazeuse! (ook bekend als : Expresso)              |
| 1977 | Gong Est Mort, Vive Gong! (Frans livealbum)       |
| 1977 | Gong Live Etc (VK-livealbum)                      |
| 1978 | Expresso II                                       |
| 1989 | Gongmaison                                        |
| 1990 | Live au Bataclan '73 (Gong)                       |
| 1990 | Live at Sheffield 74 (Gong)                       |
| 1992 | Shapeshifter (Gong)                               |
| 1993 | Live On TV 1990 (Gong)                            |
| 1994 | Camembert Eclectique                              |
| 1995 | The Birthday Party                                |
| 1995 | Pre-Modernist Wireless                            |
| 1996 | Shapeshifter-US                                   |
| 1997 | You Remixed (Gong)                                |
| 1998 | Paragong Live 1973                                |
| 1998 | Family Jewels                                     |
| 2000 | Zero to Infinity''                                |
| 2001 | Live to Infinity (VK-livealbum)                   |
| 2003 | The World Of Daevid Allen And Gong (verzamelwerk) |
| 2004 | Acid Motherhood                                   |
| 2005 | Live in Sherwood Forest 75                        |
| 2009 | 2032                                              |
| 2014 | I See You                                         |
| 2016 | Rejoice! I'm Dead!                                |
| 2019 | The Universe Also Collapses                       |
| 2021 | Live à Longlaville 27/10/1974                     |